# Ненад Стаматовић
Ненад Стаматовић (Београд, 31. мај 1955) српски је рок-гитариста који се прославио са групом Бајага и инструктори.
У раној младости и пре бављења музиком се бавио спортом где је стигао до позиције у првом тиму ОФК Београд као и у првој тениској екипи Партизана. Када је почео да се бави музиком, напредовао је веома брзо. Први бенд у коме је свирао био је ВИС Комарци, затим у групама Зебра и Сунцокрет а затим са Дејаном Цукићем свира у групи Булевар. Најбоље је остао упамћен по својим соло-пасажима на концертима уживо Бајаге и инструктора.

## Дискографија
Као део групе Зебра:
- Игра (1978, РТВ Љубљана)
- Ма ко си ти/Мотор (РТВ Љубљана)
- Моја мала Зебра (РТВ Љубљана)
- Кажу да такав је ред (албум) (1979, ПГП РТБ)

Са групом Булевар:
- Несташни дечаци (1980, Југотон)
- Моје безвезне ствари/Немам ништа важно да те питам (1980, Југотон)
- Лош и млад (1981, ПГП РТБ)
- Мала ноћна паника (1982 (ПГП РТБ))

Соло албуми:
- Истина (1994, ПГП РТС)
- Вруће, мокро, клизаво (1997, Хај-Фај центар)